# Gobio kubanicus
Gobio kubanicus är en fiskart som beskrevs av Vasil'eva 2004. Gobio kubanicus ingår i släktet Gobio och familjen karpfiskar. IUCN kategoriserar arten globalt som livskraftig. Inga underarter finns listade i Catalogue of Life.